# Flarden van Thomas
Flarden van Thomas is een Nederlandse televisiefilm uit 2013 van Margot Schaap.

## Verhaal
Thomas heeft van kinds af aan al onverklaarbare hoestbuien. Zijn ouders sturen hem naar een magnetiseur. Alleen heeft deze andere plannen met Thomas dan hem te genezen van zijn klachten.

## Rolverdeling
| Acteur            | Personage  |
| ----------------- | ---------- |
| Bodi Biesheuvel   | Thomas     |
| Tjebbo Gerritsma  | Harold     |
| Astrid van Eck    | Sandra     |
| Rutger de Bekker  | Freek      |
| Lieke Antonisen   | Eline      |
| Gijs de Lange     | Lambrechts |
| Myranda Jongeling | Santiana   |
| Parel Wilmering   | Anna       |